# رحبان
رحبان هي قرية من قرى بني ظبيان، بها أودية إضافة إلى احتفاظها بحصن في بناينه
اسمه حصن السفا وقد تم تشييده قبل 300 عام.